# フランシス・マガロナ
フランシス・マガロナ（Francis Magalona、1964年10月4日 - 2009年3月6日）は、フィリピンのラッパー、シンガーソングライター、音楽プロデューサー、ミュージック・ビデオディレクター、俳優、写真家。フィリピンの音楽業界において伝説的存在であり、フィリピン人ラップのキングとされている。
2009年3月6日、急性骨髄性白血病と診断されてから約7か月後に死亡した。44歳だった。